# 阿伯里圖斯
阿伯里圖斯（英語：Abritus）是古羅馬晚期的一座城市，靠近今拉茲格勒。
251年，羅馬皇帝德西乌斯在阿伯里圖斯戰役裡戰死。阿瓦爾人在6世紀摧毀了阿伯里圖斯。
1953年對此地進行了考古發掘。